# 出石藩夏まつり

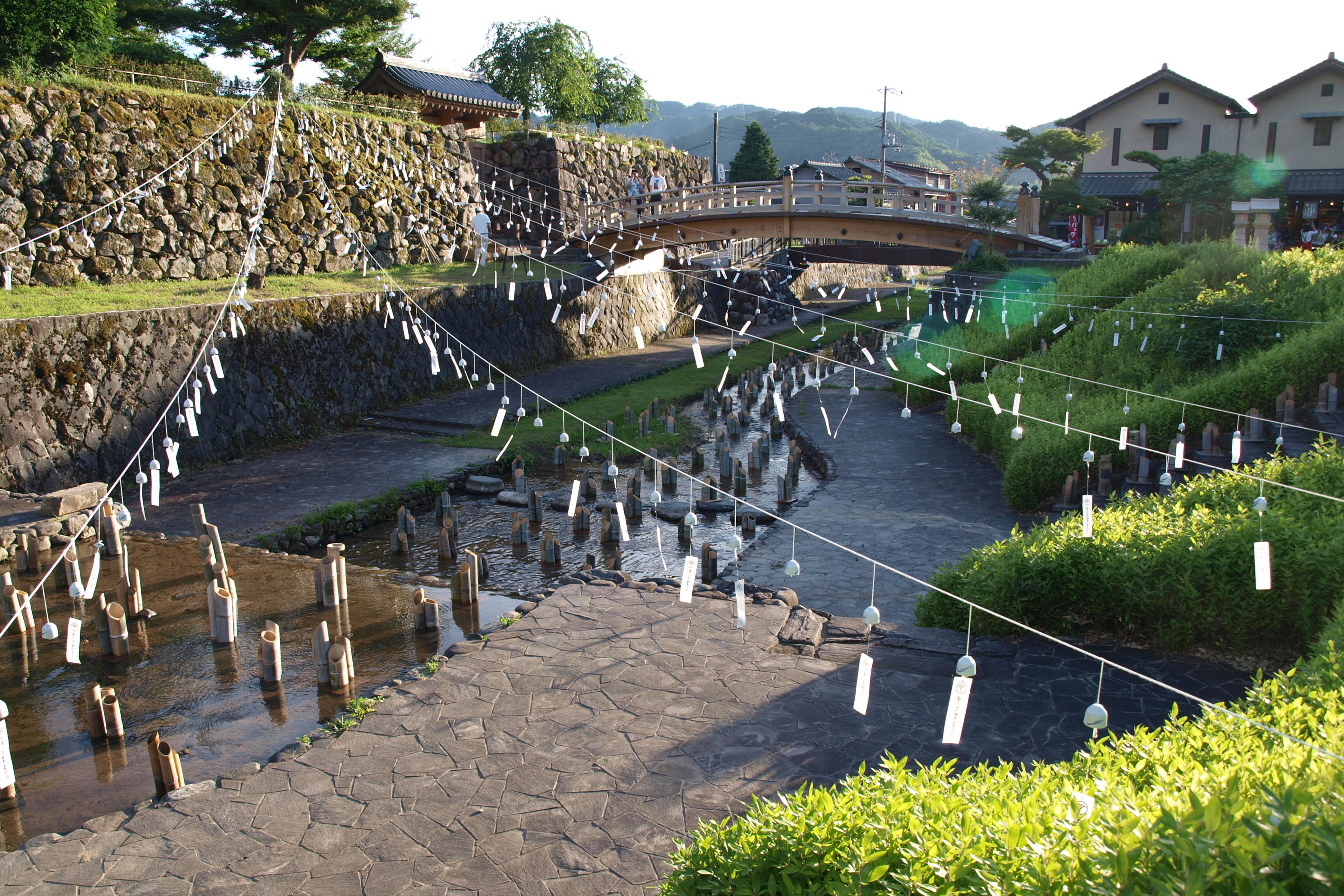
竹灯篭と出石焼風鈴（谷山川親水公園）

出石藩夏まつり（いずしはんなつまつり）はかつて兵庫県豊岡市の出石で開催されていた祭り。例年7月中旬に開催されていた。

## 概要
但馬の小京都と呼ばれる城下町出石で、例年7月13日から3日間にわたって開催される夏祭りである。出石城跡を中心に谷山川親水公園に竹灯籠約1000本と約1000個の出石焼風鈴が吊るされ、辰鼓楼から出石城にかけての大手前通りに行灯およそ1000基が設置されるなど、幻想的な出石を演出する。
着物や浴衣で祭りに参加した場合、出石そば一人前＋一皿が無料となるほか、ちりめん巾着やうちわの進呈、お茶会や抽選会、スタンプラリーに参加、人力車と記念撮影など、いずれも先着600名限定で様々な特典を受けることが出来る。

## 主な日程
17日
和太鼓演奏
愛宕神社の火振り
18日
着物姿大抽選会
出石城跡野外映画会
19日
出石城跡野外映画会

## 主催
- 出石藩夏まつり実行委員会

## 後援
- 豊岡市
- 出石まちづくり公社
- 但馬國出石観光協会
- 豊岡市商工会出石支所
- 商工会青年部
- 商工会女性部
- 出石ライオンズクラブ

## 出石のまつり一覧
- 初午大祭
- 桜まつり
- ほたる祭
- 愛宕の火祭り
- 秋まつり
- お城まつり